# Horton Bay
Horton Bay es un lugar designado por el censo ubicado en el condado de Charlevoix en el estado estadounidense de Míchigan. En el Censo de 2010 tenía una población de 512 habitantes y una densidad poblacional de 41 personas por km².

## Geografía
Horton Bay se encuentra ubicado en las coordenadas 45°17′34″N 85°4′6″O / 45.29278, -85.06833. Según la Oficina del Censo de los Estados Unidos, Horton Bay tiene una superficie total de 12.49 km², de la cual 12.48 km² corresponden a tierra firme y (0.02%) 0 km² es agua.

## Demografía
Según el censo de 2010, había 512 personas residiendo en Horton Bay. La densidad de población era de 41 hab./km². De los 512 habitantes, Horton Bay estaba compuesto por el 98.44% blancos, el 0% eran afroamericanos, el 0.39% eran amerindios, el 0% eran asiáticos, el 0% eran isleños del Pacífico, el 0% eran de otras razas y el 1.17% pertenecían a dos o más razas. Del total de la población el 0.2% eran hispanos o latinos de cualquier raza.